# Красная Гора (Брагинский район)
Красная Гора (бел. Чырвоная Гара) — деревня в Бурковском сельсовете Брагинского района Гомельской области Белоруссии.
После катастрофы на Чернобыльской АЭС и радиационного загрязнения жители (92 семьи) переселены в чистые места, однако несколько жителей (по состоянию на 2004 год) продолжают жить в деревне.

## География

### Расположение
В 4 км на запад от Брагина, 32 км от железнодорожной станции Хойники (на ветке Василевичи — Хойники от линии Калинковичи — Гомель), 121 км от Гомеля.

## Транспортная система
На автомобильной дороге Хойники — Комарин. Планировка состоит из 2 прямолинейных, параллельных между собой улиц, близкой к меридиональной ориентации. Застройка деревянными домами усадебного типа.

## История
Основана в 1920-е годы переселенцами из соседних деревень на бывших помещичьих землях. В 1932 году организован колхоз. В 1959 году входила в состав колхоза «Путь к коммунизму» (центр — деревня Соболи).
До 16 декабря 2009 года в составе Микуличского сельсовета.

## Население

### Численность
- 1926 год — 36 хозяйств, 206 жителей.
- 2004 год — 5 хозяйств, 8 жителей.

### Динамика
- 1959 год — 369 жителей (согласно переписи).
- 2004 год — 5 хозяйств, 8 жителей.